# مصطفی محامی
مصطفی محامی (زادهٔ ۱۳۴۴) روحانی شیعه ایرانی و نماینده ولی فقیه در استان سیستان و بلوچستان و نماینده رهبری در امور اهل سنت استان سیستان و بلوچستان و امام جمعه شهر زاهدان است. محامی در ۲۹ بهمن ۱۳۹۷ با حکم رهبر جمهوری اسلامی ایران، سید علی خامنه‌ای، به این سمت منصوب شد.